# حزب مصر العربي الاشتراكي
حزب مصر العربي الاشتراكي هو حزب اشتراكي إسلامي تأسس في السبعينات، وأُعيد إنشاءه مجددًا بتاريخ 27/9/1992. هدفه الحفاظ علي منجزات ثورة 23 يوليو وأهمها الالتزام بالدستور المصري وضمان نسبة 50% علي الأقل للعمال والفلاحين في مجلس الشعب المصري. رئيس الحزب وحيد الأقصري. وقد حصل عادل القلا على مقعد الحزب الوحيد في انتخابات مجلس الشعب المصري 2011-2012 على قائمة التحالف الديمقراطي من أجل مصر في الدائرة الثانية بمحافظة الدقهلية «دكرنس». رشّح الحزب حسام خيرت لانتخابات الرئاسة المصرية 2012. وقررت لجنة الانتخابات الرئاسية 2012 استبعاده على أساس أن وجود «نزاع على رئاسته بين وحيد فخري الأقصري وعادل القلا».
1. ↑  قائمــــــــة بأسماء المتقدمين بطلب ترشحهم لرئاسة جمهورية مصر العربية عام 2012 - موقع انتخابات.مصر - الولوج 8 أبريل 2012 نسخة محفوظة 19 نوفمبر 2012 على موقع واي باك مشين.
2. ↑  الشروق تنشر الأسباب الكاملة لاستبعاد المرشحين العشرة من سباق الرئاسة - 14 أبريل 2012 نسخة محفوظة 02 أبريل 2018 على موقع واي باك مشين.